# 彼得·斯扎卡利
彼得·斯扎卡利（匈牙利語：Péter Szakály；1986年8月17日—）是一位匈牙利足球運動員。在場上的位置是中場。他現在效力於匈牙利足球甲級聯賽球隊德布勒森足球俱樂部。他也代表匈牙利國家足球隊參賽。